# Die März Akte
Die März Akte ist ein Dokumentarfilm aus dem Jahr 1985. Er erzählt die Geschichte des März Verlags und seines Verlegers Jörg Schröder. Der Film entstand im Auftrag des Bayerischen Rundfunks. Regie führte Peter Gehrig. Dieser erhielt dafür 1986 zusammen mit Redakteur Axel von Hahn den Adolf-Grimme-Preis mit Silber.

## Inhalt
Als Rahmen für den Dokumentarfilm fungiert die (fiktive) Betriebsprüfung des März Verlags durch den Beamten Tomayer (gespielt von Horst Tomayer), der im Hause des Verlegers in Schlechtenwegen die Geschäftsakten durchsieht.
Ausgehend von den daraus entstehenden Fragen werden Szenen und Interviews mit verschiedenen Weggenossen Schröders eingespielt, u. a. mit dem taz-Redakteur Mathias Bröckers, den Autoren Henryk M. Broder, Christian Klippel und Uve Schmidt, den Verlegern Gerd Haffmans, Abraham Melzer, Reinhold Neven DuMont, Klaus G. Saur und Karl Dietrich Wolff, dem Politiker und Journalisten Daniel Cohn-Bendit, dem Spiegel-Kulturredakteur Christian Schultz-Gerstein, dem Rowohlt-Verlagsleiter Matthias Wegner und mit Winfried Kumetat, dem letzten Prokuristen des ersten März Verlags. Die Interviews wurden auf der Frankfurter Buchmesse 1984 geführt.

## Veröffentlichung auf DVD
Die 2007 bei absolut MEDIEN erschienene DVD enthält als Bonusmaterial ein von Mathias Bröckers geführtes 40-minütiges Interview mit Jörg Schröder und Barbara Kalender über die Zeit nach dem Film, die Jahre 1986 bis 2007, vor allem die nur an Subskribenten verschickte Reihe „Schröder erzählt“ und das tazblog „Schröder & Kalender“.

## Rezeption
„Ein ‚Werbefilm‘ (Schröder) für den März Verlag, ‚der nicht danach aussieht. Wir brauchten etwas Raffiniertes, also etwas Einfaches. Und diese Rechnung ging auf: Die März Akte ist eine von Regisseur Peter Gehrig initiierte Inszenierung eines schon per se Dauerselbstinszenierten, eines Provokateurs und Propagandisten in eigener und der Sache der vielen widersprüchlichen universell verknüpfbaren Wörter, eines höflichen und palavernden, in seinem emotionalen Engagement manchmal an Fassbinder erinnernden Kettenrauchers und Cognac-Trinkers, der bald nach Fertigstellung des Films zwei Herzinfarkte erlitt (und sein Verlag den zweiten Zusammenbruch).“